# 霍建刚
霍建刚（1970年10月—），河南固始人，中国人民解放军少将。
曾任团长，旅长，济南军区司令部办公室主任（时任司令员范长龙）。2015年，任陆军第五十四集团军第127师师长，后任陆军第四十七集团军副军长。2017年3月，任陆军第七十七集团军副军长。2019年4月，升任第七十九集团军军长。2021年改任国防大学联合作战学院院长。2022年6月升任中部战区副司令员，2023年，降职为副军级。
2017年7月，晋升少将军衔。2022年6月晋升中将军衔。2023年降为少将军衔。